# Bertel Gripenberg (arkitekt)
Bertel Edvard Leonard Gripenberg, född 19 februari 1920 i Helsingfors, död 5 april 2013 i Esbo, var en finländsk arkitekt. Han var son till Ole Gripenberg och far till Jörn Gripenberg. 
Gripenberg verkade från 1945 vid faderns arkitektkontor, i vilket han blev delägare 1955 och helt övertog 1971. Rörelsen ombildades 1974 till Arkitektkontor Gripenberg & Co och 1987 övertogs Bertel Gripenbergs andel i detta företag av sonen Jörn Gripenberg, som blev ensam innehavare 2002.
Av Gripenbergs verk från tiden 1951–1971 kan nämnas Stockmanns varuhus i Tammerfors, Hartwalls fabriker i Kånala, Siporexfabriken i Ikalis, Suomen Tupakka Oy:s fabrik på Drumsö, Teknos fabriker i Sockenbacka och Rajamäki samt till- och ombyggnader av Sunila Oy:s fabriker, utförda under överinseende av den ursprunglige arkitekten Alvar Aalto. Från 1974 utfördes betydande projekt i Sovjetunionen, däribland en flygfraktterminal i Moskva och ett konst- och kulturcentrum i Sibirien. I Finland ritade han under denna period bland annat direktörsvillor och gästlokaler för Kymmene fabriker i Kuusankoski, Astra läkemedelsfabrik i Köklax samt ett antal bostads- och fritidshus.